# Фольпрехт Рідезель цу Айзенбах
Фольпрехт Конрад Рідезель, барон цу Айзенбах (нім. Volprecht Konrad Riedesel Freiherr zu Eisenbach; 10 грудня 1912, Гофгайсмар — 9 лютого 1945, Ідштайн) — німецький льотчик-ас бомбардувальної авіації, оберст люфтваффе. Кавалер Лицарського хреста Залізного хреста з дубовим листям.

## Біографія
Після закінчення авіаційного училища направлений на службу в бомбардувальну авіацію. Учасник Польської і Французької кампаній, а також битви за Британію. З квітня 1941 року командував 2-ю групою 76-ї бомбардувальної ескадри. Учасник Німецько-радянської війни. З 1 квітня 1943 року — командир 54-ї бомбардувальної ескадри, що боролася з англо-американськими військами. Його літак був збитий американськими винищувачами і Айзенбах загинув.

## Звання
- Фенріх (1934)
- Лейтенант (1 квітня 1935)
- Оберлейтенант
- Гауптман (1 лютого 1941)
- Майор (1 березня 1943)
- Оберстлейтенант (1 жовтня 1943)
- Оберст (1945, посмертно)

## Нагороди
- Нагрудний знак пілота
- Медаль «За вислугу років у Вермахті» 4-го класу (4 роки)
- Залізний хрест 2-го і 1-го класу
- Почесний Кубок Люфтваффе (9 березня 1942)
- Німецький хрест в золоті (11 травня 1942)
- Лицарський хрест Залізного хреста з дубовим листям
  - лицарський хрест (7 жовтня 1942)
  - дубове листя (№696; 14 січня 1945)
- Авіаційна планка бомбардувальника в золоті